# Allocaprima tricoloratus
Allocaprima tricoloratus är en fjärilsart som beskrevs av Semper 1898. Allocaprima tricoloratus ingår i släktet Allocaprima och familjen bastardsvärmare. Inga underarter finns listade i Catalogue of Life.